# Travelodge
Travelodge es una compañía de hoteles que opera en Reino Unido, Irlanda y España. Con más de 370 hoteles y alrededor de 20.000 habitaciones, es la tercera mayor cadena hotelera de Gran Bretaña alojando cada año a más de 6.000.000 de personas.

## Travelodge en España

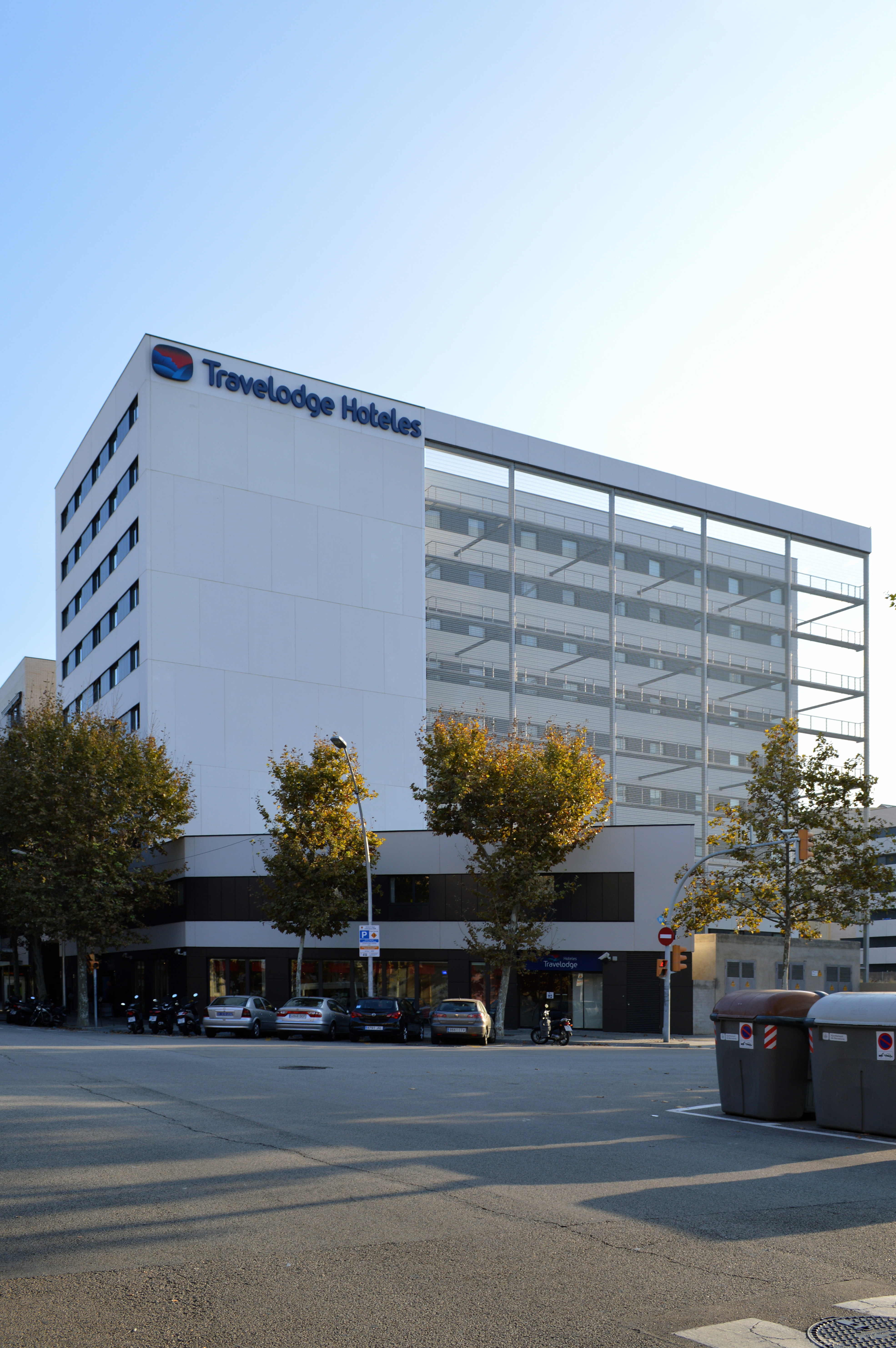
Travelodge Barcelona Poblenou

En España, Travelodge cuenta en la actualidad con tres hoteles, dos en Madrid, ubicados en Las Rozas y Torrelaguna, y uno en Barcelona situado en L'Hospitalet.
La compañía ha anunciado recientemente un programa de expansión para llegar a los 100 hoteles en el año 2020.